# (976) Бенджамина
(976) Бенджамина (лат. Benjamina) — астероид главного пояса астероидов, принадлежащий к спектральному классу XD. Астероид был открыт 27 марта 1922 года русско-французским астрономом Вениамином Жеховским в Алжирской обсерватории и назван в честь в честь сына первооткрывателя.

## Форма
19 июля 2003 года астероид затмил звезду HIP 88816. Это покрытие наблюдалась на 11 станциях; 1 в Аргентине, 3 в Новой Зеландии и 7 в я. Исходя из этих наблюдений, форма астероида представляет собой эллипс размером  85,2 х 56,2 ± 12,4 км.

## Спектральный класс
Астероид проявляет признаки металлического астероида спектрального класса X и довольно редкого спектрального класса D по Толену. Показатель цвета  B−V имеет значение 0.740, а  U-B 0.250.